# Feelin' the sky
「Feelin' the sky」（フィーリン・ザ・スカイ）は、日本のロックバンド、Laputaの5枚目のシングル。1998年9月23日発売。発売元は東芝EMI。

## 概要
- プロデューサーは奈良敏博。以降は「Virgin cry」まで担当することとなった。
- ジャケットのアートワークも、「Virgin cry」まで共通したものとなっている。上部に曲のタイトル、真ん中に写真、下部にバンド名が記載されている。
- 代々木アニメーション学院CMソングとして起用。シングルとしては「meet again」に次ぐ売上で[3]（3.4万枚）、オリコン週間シングルチャートでは最高位となる15位を記録した。彼らのシングルでは唯一、トップ20圏内にランクインした作品でもある。

## 収録曲
全曲 作詞：aki / 作曲：kouichi / 編曲：Laputa
1. Feelin' the sky
2. Squall
3. Feelin' the sky (Instrumental)

## 収録アルバム
- 『翔〜カケラ〜裸』（#1）
- 『Laputa coupling collection +xxxk』（#2）
- 『Laputa 3DISK BEST 〜1995-1999 except Coupling Collection』（#1）